# Boyhood
Boyhood är en amerikansk dramafilm från 2014 med manus och regi av Richard Linklater. I huvudrollerna finns Ellar Coltrane och Lorelei Linklater, som spelar två syskon vars uppväxt skildras i relation till sina separerade föräldrar gestaltade av Ethan Hawke och Patricia Arquette. Filmen spelades in mellan 2002 och 2013 och hade premiär vid Sundance Film Festival 2014.
Filmen har uppmärksammats för sin originella inspelningsidé. Linklater gav Coltrane huvudrollen då han var sju år gammal för att sedan spela in en liten del av filmen varje år under tolv år.

## Handling
Filmen följer ett separerat par och deras gemensamma barn, dottern Samantha och sonen Mason, under 12 år av deras uppväxt, från att Mason börjar skolan vid 6 års ålder och fram till hans första dag på college.

## Rollista (urval)
| Ellar Coltrane    | – Mason Evans, Jr. |
| Patricia Arquette | – Olivia Evans     |
| Lorelei Linklater | – Samantha Evans   |
| Ethan Hawke       | – Mason Evans, Sr. |
| Libby Villari     | – Masons mormor    |
| Marco Perella     | – Bill Welbrock    |
| Brad Hawkins      | – Jim              |
| Tom McTigue       | – Mr. Turlington   |

## Mottagande
Boyhood blev enhälligt hyllad av filmkritiker. På Rotten Tomatoes har filmen ett medelbetyg på 98%, baserat på 260 recensioner, och ett genomsnittsbetyg på 9,3 av 10. På Metacritic har filmen fått full poäng med genomsnittsbetyget 100, baserat på 50 recensioner.
Linklater vann Silverbjörnen för bästa regi vid Filmfestivalen i Berlin 2014. Vid Golden Globe-galan 2015 var filmen nominerad i fem kategorier, för bland annat Bästa manliga biroll och Bästa manus, och vann i kategorierna för Bästa dramafilm, Bästa regi och Bästa kvinnliga biroll. Även vid den brittiska BAFTA-galan 2015 nominerades filmen i fem kategorier och blev vinnare av Bästa film, Bästa regi och Bästa kvinnliga biroll. Vid Oscarsgalan 2015 nominerades filmen i sex kategorier, inklusive för Bästa film, och blev vinnare av Bästa kvinnliga biroll.

## Utmärkelser
| Utmärkelse   | Kategori               | Mottagare                              | Resultat  |
| ------------ | ---------------------- | -------------------------------------- | --------- |
| Oscar        | Bästa kvinnliga biroll | Patricia Arquette                      | Vann      |
| Oscar        | Bästa film             | Richard Linklater, Cathleen Sutherland | Nominerad |
| Oscar        | Bästa regi             | Richard Linklater                      | Nominerad |
| Oscar        | Bästa manliga biroll   | Ethan Hawke                            | Nominerad |
| Oscar        | Bästa originalmanus    | Richard Linklater                      | Nominerad |
| Oscar        | Bästa klippning        | Sandra Adair                           | Nominerad |
| Golden Globe | Bästa film - drama     |                                        | Vann      |
| Golden Globe | Bästa regi             | Richard Linklater                      | Vann      |
| Golden Globe | Bästa kvinnliga biroll | Patricia Arquette                      | Vann      |
| Golden Globe | Bästa manliga biroll   | Ethan Hawke                            | Nominerad |
| Golden Globe | Bästa manus            | Richard Linklater                      | Nominerad |
| BAFTA Awards | Bästa film             | Richard Linklater, Cathleen Sutherland | Vann      |
| BAFTA Awards | Bästa regi             | Richard Linklater                      | Vann      |
| BAFTA Awards | Bästa kvinnliga biroll | Patricia Arquette                      | Vann      |
| BAFTA Awards | Bästa manliga biroll   | Ethan Hawke                            | Nominerad |
| BAFTA Awards | Bästa originalmanus    | Richard Linklater                      | Nominerad |